# Liste der Museen im Landkreis Hof
Die Liste der Museen im Landkreis Hof gibt einen Überblick über aktuelle und ehemalige Museen im Landkreis Hof in Bayern.

## Aktuelle Museen
| Gemeinde                   | Name                                               | Kurzbeschreibung | gegründet/ eröffnet | Träger | Standort                  | Bild           | Link |
| -------------------------- | -------------------------------------------------- | --- | ------------------- | ------ | ------------------------- | -------------- | ---- |
| Bad Steben                 | Grafikmuseum Stiftung Schreiner                    | Das im Kurhaus Bad Steben untergebrachte Grafikmuseum zeigt Druckgrafik mit Schwerpunkten auf der Kunst in der DDR und Osteuropas, insbesondere Bulgariens. | 1994                |        | Kurhaus                   | weitere Bilder |      |
| Helmbrechts                | Oberfränkisches Textilmuseum                       | Das in einem ehemaligen Textilfabrikantenhaus eingerichtete Museum gibt einen Einblick in die Entwicklung der Weberei und in die Textilindustrie Oberfrankens. Die Dauerausstellung zeigt auch Zunftgegenstände und textile Rohstoffe mit Schwerpunkt auf traditionellen Rohstoffen aus dem Frankenwald. | 1992                |        | Münchberger Straße        | weitere Bilder |      |
| Naila                      | Museum Naila im Schusterhof                        | Das Museum hat als Ausstellungsschwerpunkte Bergbau, Schusterhandwerk, Weißnäherei, Nailaer Tracht und Religiöses Leben |                     |        | Schusterhof               | weitere Bilder |      |
| Naila                      | Weberhaus Marlesreuth                              | Das Anfang des 19. Jahrhunderts im Ortsteil Marlesreuth errichtete Weberhaus, eines der ältesten erhaltenen Privathäuser des Ortes, dient als Zweigstelle des Museums Naila. Es dokumentiert das kärgliche Leben der Handweber rings um den Handwebstuhl und führt dessen Funktion vor. |                     |        | Marlesreuth               |                |      |
| Rehau                      | Museumszentrum Rehau (Museum am Maxplatz)          | Das Museumszentrum zeigt verschiedene Sammlungen unter einem Dach, darunter eine Ausstellung zum Aufbau Rehaus als Modellstadt, eine historische Drogerie, eine historische Schmiede, eine Eisenbahnsammlung, eine Puppen- und Spielzeugsammlung, eine Ascher Sammlung, eine schlesische Sammlung und eine Roßbacher Weberstube. Eine mechanische Werkstatt ist örtlich getrennt vom Museumszentrum in einem eigenen Gebäude untergebracht. |                     |        | Ehemaliges Rathaus        | weitere Bilder |      |
| Regnitzlosau               | Motorradmuseum Draisendorf                         | Das Museum zeigt etwa 150 Motorräder vom Anfang des 20. Jahrhunderts an. | 1997                |        | Draisendorf               | weitere Bilder |      |
| Schauenstein               | Oberfränkisches Feuerwehrmuseum                    | Das in sieben Räumen der Burg untergebrachte Museum gibt mit Feuerspritzen, Uniformen und Kleingeräten einen Einblick in die technische Entwicklung des Feuerwehrwesens seit der Mitte des 19. Jahrhunderts. In einer eigenen Halle neben der Burg sind etwa 20 Feuerwehrfahrzeuge ausgestellt. | 1988                |        | Burg Schauenstein         |                |      |
| Schauenstein               | Städtisches Heimatmuseum im Schauensteiner Schloss | Das Museum dokumentiert die früheren Wohn- und Lebensverhältnisse und die Arbeitsbedingungen in diversen Handwerksberufen und der Landwirtschaft und zeigt eine Mineralien- und Gesteinssammlung. | 1988                |        | Burg Schauenstein         | weitere Bilder |      |
| Schauenstein               | Weberhausmuseum Neudorf                            | Das Museum in dem Haus des letzten Handweber des Frankenwaldes ist größtenteils mit Originalmöbeln eingerichtet und zeigt die enge Verknüpfung von Weberei und Landwirtschaft, wie sie charakteristisch für den östlichen Frankenwald war. |                     |        | Neudorf                   | weitere Bilder |      |
| Schwarzenbach an der Saale | Erika-Fuchs-Haus Museum für Comic und Sprachkunst  | Das Museum stellt Leben und Werk von Erika Fuchs vor und stellt ihr Schaffen in den Kontext allgemeiner Comicgeschichte. Es zeigt einen animierten Kurzfilm zur Entwicklung des Comics, ein begehbares Entenhausen und Interaktive Stationen zum spielerischen Erkunden der Sprachkunst von Erika Fuchs. |                     |        | Bahnhofstraße             | weitere Bilder |      |
| Schwarzenbach an der Saale | Schul- und Heimatmuseum Schwarzenbach              | Das Museum dokumentiert mit Fotografien, historischen Lehrmitteln und einer originalen Klassenzimmereinrichtung das Schülerleben von früher. Gezeigt werden ferner Objekte, Urkunden und Fotos von der Entwicklung der Stadt seit ihrer Gründung. |                     |        | Geschwister-Scholl-Schule | weitere Bilder |      |
| Schwarzenbach an der Saale | Traktor-Museum am Bahnhof                          | Das Museum in einer ehemaligen Güterhalle neben dem Bahnhof zeigt historischen Originaltraktoren der Marken Lanz, MAN, Porsche, Deutz, Schlüter und Fendt aus den Jahren 1930–1960 sowie mehr als 800 Minimodelle von Traktoren aus aller Welt. |                     |        | Bahnhofsplatz             |                |      |
| Töpen                      | Deutsch-Deutsches Museum Mödlareuth                | Das Museum in dem früher durch die innerdeutsche Grenze geteilten Dorf Mödlareuth dokumentiert die historischen Zusammenhänge, die politischen, wirtschaftlichen und menschlich Aspekte sowie die unterschiedlichen Lebensumstände dies- und jenseits von Mauer, Zaun und Stacheldraht. In dem Freigelände des Museums sind große Teile der für Mödlareuth spezifischen Grenzanlagen im Original erhalten.                                  | 1990                |        | Mödlareuth                | weitere Bilder |      |
| Zell im Fichtelgebirge     | Oberfränkisches Bauernhofmuseum Kleinlosnitz       | Das Freilichtmuseum umfasst den aus dem späten 18. Jahrhundert stammenden Dietel-Hof, einer der letzten weitgehend original erhaltenen oberfränkischen Vierseithöfe, mitsamt Torhaus und angrenzendem Wirtschaftsgebäude, den Nachbarhof und mehrere hierher translozierte Gebäude. | 1983                |        | Kleinlosnitz              |                |      |

## Ehemalige Museen
| Gemeinde | Name                    | Kurzbeschreibung | gegründet/ eröffnet | geschlossen/ aufgelöst | Träger | Standort | Bild | Link |
| -------- | ----------------------- | --- | ------------------- | ---------------------- | ------ | -------- | ---- | ---- |
| Köditz   | Jean-Paul-Museum Joditz | Das Museum war dem oberfränkischen Dichter Jean Paul (1763–1825), gewidmet, der in Joditz aufgewachsen ist. Es dokumentierte sowohl die Kindheit Pauls im Pfarrhaus von Joditz, die Paul in seiner Biographie als „zwar ärmlich beengt, aber als die glücklichste Phase seines Lebens“ bezeichnet, als auch das spätere Leben des Dichters. |                     |                        |        | Joditz   |      |      |